# Luke Wilkshire
Luke Wilkshire (* 2. Oktober 1981 in Wollongong, New South Wales) ist ein ehemaliger australischer Fußballspieler und heutiger Trainer.

## Karriere

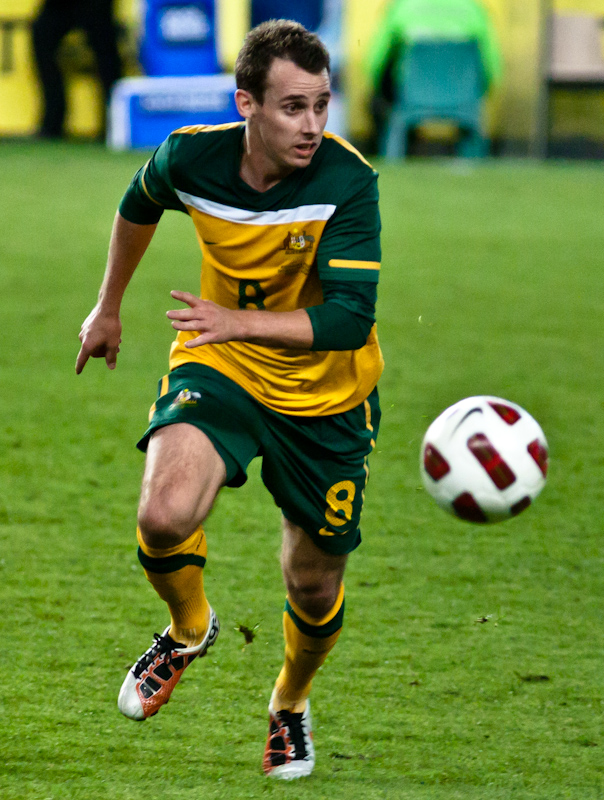
Wilkshire im australischen Nationaldress (2010)

1998 verließ Luke Wilkshire Australien und ging nach England, wo er in das Nachwuchsförderprogramm des Erstligisten FC Middlesbrough aufgenommen wurde. Ab 2000 spielte er dann auch gelegentlich für das Premier-League-Team. Als er es aber im dritten Jahr hintereinander nicht in die Stammformation schaffte, wechselte er kurz nach Beginn der Saison 2003/04 zum Bristol City in die dritte Liga, um zu regelmäßigen Einsätzen zu kommen.
In seiner Middlesbrough-Zeit spielte er auch für die australische U-20, später im U-23-Olympiateam des Landes. Seit 2004 gehört er der A-Nationalmannschaft an. Luke Wilkshire stand im Aufgebot Australiens für die Fußball-Weltmeisterschaft 2006 in Deutschland und kam dort, obwohl er vor dem Turnier erst neun Spiele absolviert hatte, zu zwei Einsätzen.
Nach dem Weltmeisterschaftsturnier wechselte Wilkshire zum niederländischen Verein FC Twente Enschede, wo er einen Vertrag bis zum Jahre 2009 unterschrieb.
Am 26. August 2008 wechselte er nach Russland zum FK Dynamo Moskau für eine Ablösesumme von sechs Millionen Euro.
Mit Australien qualifizierte er sich für die Fußball-Weltmeisterschaft 2010 in Südafrika, bei der seine Mannschaft bereits in der Vorrunde ausschied.
Im Juli 2014 wechselte er zu Feyenoord Rotterdam.

## Erfolge
- 3. Platz bei der russischen Meisterschaft 2008